# سيدريك سيجوين
سيدريك سيجوين (مواليد 3 أبريل 1973) هو مبارز بالسيف فرنسي، مثّل بلاده في الألعاب الأولمبية الصيفية 2000.

## روابط خارجية
سيدريك سيجوين على موقع أوليمبيديا (الإنجليزية)